# Садовий провулок (Київ, Солом'янський район)
Садо́вий прову́лок — провулок у Солом'янському районі міста Києва, селище Жуляни. Пролягає від початку забудови (від р. Нивка) до Садової вулиці.

## Історія
Провулок виник у 1940-х роках під такою ж назвою як одна з нових вулиць села Жуляни, куток Лушпіївщина.
Особливістю провулку є наявність відгалуження, що проходить паралельно основному відтинку (таким чином, провулок має форму літери П).